# Vughterheide
De Vughterheide (feitelijk Vughtse Heide) is een bosrijk gebied in de Nederlandse gemeente Vught. Het gebied ligt ten oosten van de drie noordelijkste lunetten en de IJzeren Man. Een lunet is een verdedigingswerk in de vorm van een halve maan. De lunetten werden in de negentiende eeuw aangelegd, ter versterking van Fort Isabella. De lunetten zijn aangelegd in de vorm van een halve maan in opdracht van Willem III der Nederlanden.
Op de Vughterheide is in 1600 de Slag van Lekkerbeetjen uitgevochten. Deze slag was het laatste heroïsch riddergevecht in West-Europa. Frederik Hendrik van Oranje liet in 1629 een deel van het bos kappen, waarschijnlijk voor de aanleg van verschillende schansen en kwartieren langs de Circumvallatielinie rondom 's-Hertogenbosch. Het gebied moet toen één grote vlakte zijn geweest. Deze linie werd aangelegd bij het Beleg van 's-Hertogenbosch om te voorkomen dat er van buitenaf ook aanvallen konden worden gepleegd op de Staatse troepen. Ook kon men het water binnen de dijk wegpompen. Het waterpeil van het moeras rondom 's-Hertogenbosch daalde, zodat het groots opgezette beleg een succes kon worden.
Het gebied kent daarnaast een lugubere geschiedenis. Bij twee vennetjes in het gebied lag vroeger het galgenveld. Hier stond de stadsgalg waar de lijken van geëxecuteerde misdadigers ter afschrikking werden opgehangen. Het is nu gedeeltelijk in gebruik als militair oefenterrein.
In 1844 werd dit gebied aangekocht door koning Willem II om er een legerplaats en acht lunetten aan te leggen. Daarnaast kwamen er diverse kazernes. i In 1868 werd de waterplas de IJzeren Man op het terrein gegraven. In 1943 bouwde de bezetter er een concentratiekamp, het Kamp Vught. Er werd na de bevrijding een woonoord Lunetten voor Molukkers aangelegd. Tegenwoordig zijn er nog kazernes, een woonwijk voor Molukkers en gevangenissen.

## Natuurgebied
Het gebied beslaat 153 ha en is eigendom van het Ministerie van Defensie. Het is een oud grove dennenbos met enkele heiderestanten. Enkele vochtige open terreinen bevatten zeldzame soorten: vlottende bies, bruine snavelbies, kleine zonnedauw, moeraswolfsklauw, klokjesgentiaan, wilde gagel en moerashertshooi komen er voor. De boomklever, appelvink, glanskop, zwarte specht, groene specht, kleine bonte specht en grote bonte specht zijn er broedvogels. De heikikker en de kamsalamander komen er voor.
Ten noorden van dit gebied ligt de Gement en Fort Isabella. In het oosten ligt de kom van Vught en ten zuiden van de Vughterheide vindt men het landgoed Sparrendaal. Naar het westen toe ligt de kom van Cromvoirt.
In bedrijf:
Breezand ·
Havelte Oost ·
Legerplaats Harskamp ·
Leusderheide ·
Marnewaard ·
Oirschotse Heide ·
Vliehors ·
Vrachelse Heide ·
Vughterheide ·
Witterveld ·
Woensdrechtse Heide

Voormalig:
De Strubben-Kniphorstbos ·
Ermelosche Heide ·
Gorsselse Heide ·
Noordsvaarder ·
Sterrenbos